# Баиркум
Баиркум (каз. Байырқұм) — село в Туркестанской области Казахстана. Находится в подчинении городской администрации Арыса. Административный центр Баиркумского сельского округа. Находится на левом берегу Сырдарьи примерно в 63 км к юго-западу от Арыса. Код КАТО — 511635100.

## Население
В 1999 году население села составляло 3073 человека (1517 мужчин и 1556 женщин). По данным переписи 2009 года в селе проживали 2622 человека (1329 мужчин и 1293 женщины).

## Известные жители и уроженцы
- Кобжасаров, Орумбек (1888—1963) — Герой Социалистического Труда.

## Достопримечательности
В 45 км от села, на левом берегу реки Сырдарья, находится древнее городище Жартобе.